# Баронство де Кастро
Баронство Кастро (исп. Baronía de Castror) — феодальное владение, созданной королём Арагона Хайме I Завоевателем для своего незаконнорождённого сына Фернана Санчеса де Кастро, матерью которого была знатная дама Бланка де Антильон.
В состав баронства (баронии) Кастро входили резиденция Кастро, современный муниципалитет Ла-Пуэбла-де-Кастро (провинция Уэска), вилла Эстадилья, вилла Помар-де-Синка с замком, сегодня разрушен, вилла Ольвена и вилла Артасона-де-Синка.
«Баронство Кастро» никогда не существовало как дворянский титул.

## Список баронов Кастро

### Бароны Кастро
- Фернан Санчес де Кастро (1250—1275), незаконнорождённый сын арагонского короля Хайме I Завоевателя. Он был убит по приказу своего сводного брата инфанта Педро, будущего короля Арагона Педро III, в 1275 году. Он получил баронство де Кастро в 1250 году. Был женат на Альдонске Хименес де Урреа.
- Филипп I Фернандес де Кастро (1275—1301), единственный сын предыдущего. Был жена Марии Альфонсес де Аро (ок. 1280—1343), дочери Хуана Альфонсо де Аро и Констансы Альфонсо де Менесес
- Филипп II Фернандес де Кастро (1301—1328), сын предыдущего. Был женат на Элеоноре де Салуццо (? — 1330), дочери Филиппо де Салуццо, губернатора Сардинии, и Сибиллы де Перальты
- Филипп III де Кастро (1328—1354), сын предыдущего. Был женат на Франсиске де Алемани, сеньоре де Гимера, дочери Геро Алемани де Сервельо.
- Филипп IV де Кастро (1354—1371), сын предыдущего. Супруга — Хуана Альфонсо де Кастилия (ок. 1330—1376), сеньора де Трастамара, дочь короля Кастилии и Леона Альфонсо XI и Леонор Нуньес де Гусман, сеньоры де Медина-Сидония.
  - Альдонса де Кастро (? — ?), администратор баронства Кастро, сестра предыдущего. Супруг — Бернат I Галсеран де Пинос и Фенольет (1330—1421), барон де Пинос.

### Бароны Кастро-Пинос
- Педро Гальсеран I де Пинос (1371—1418), сын Альдонсы де Кастро и Берната I Галсерана де Пиноса, барона де Пиноса, племянник Филиппа IV де Кастро. Был женат на Хуане де Трамасед, сеньоре де Трамасед, дочери Гомбаля де Трамасед, сеньора де Трамасед, и Урраки де Аренос.
- Филипп V Гальсеран де Кастро-Пинос и де Трамасед, Бородатый (Эль Барбудо) (1418—1461), сын предыдущего. Он женился на Магдалене Англесоле, сеньоре де Миралькамп, дочери Гуго II Англесолы, сеньора де Миралькамп, и Элисенды де Росаберти.
- Филипп VI Гальсеран де Кастро-Пинос Добрый (Эль Буэно) (1461—1464), сын предыдущего. Супруга — Леонор де Мендоса и Мануэль.
- Филипп VII Гальсеран де Кастро-Пинос Посмертный (Эль Постумо) (1464—1509), сын предыдущего. Был женат на Гиомар Манрике де Лара и Кастро, дочери Педро Манрике де Лара и Сандоваль, 1-го герцога де Нахера, и Гиомар де Кастро.
- Педро Гальсеран II де Кастро-Пинос (1509—1528), сын предыдущего. Был женат на Катерине де Лануса.
  - Хуана де Кастро-Пинос, тётка предыдущего, дочь Филиппа Гольсерана де Кастро-Пиноса и Трамаседа Эль-Буэно, барона де Кастро и Перальта. Муж — Беренгер Арнао III де Сервельон и Кастро (? — 1501), 17-й барон де Ла-Лагуна.

### Бароны Сервельон де Кастро-Пинос
- Беренгер Арнао де Сервельо и Кастро (? — 1522), 18-й барон де Ла-Лагуна, сеньор де Кастро. Сын Беренгера Арнао де Сервельона и Кастро, 17-го барона де Ла-Лагуна, и Хуаны де Кастро и Мендосы. Супруга — Эстефания де Сентельес Руисес, дочь Франсиско де Сентельеса Руисеса и де керальта, 1-го графа де Олива, и Беатрис де Урреа и Сентельес. Правнук Педро Гальсерана I де Кастро-Пиноса.
- Беренгер Арнао I Сервильон де Кастро-Пинос (1528—1560), 19-й барон де Ла-Лагуна. Сын предыдущего и Эстефании де Сентельес Руисес. Супруга — Элеонор де Boixadors и Desvalls.
- Беренгер Арнао II де Сервельон-Кастро (1560—1574), 20-й барон де Ла-Лагуна, сын предыдущего. Супруга — Маргарита де Алагон и Луна (? — 1575), дочь Арталя де Алагона и Эспеса, 2-го графа де Састаго, и Марии де Луна и Лануса, сеньоры де ла барония де Эскуэр.
- Беренгер Арнао III де Сервельон-Кастро (1574—1588), 21-й барон де Ла-Лагуна, сын предыдущего. Супруга — Эстефания Бохадос и Рекесенс.
- Филипп VIII де Сервельон-Кастро (1588—1590), 22-й барон де Ла-Лагуна, брат предыдущего.
- Эстефания I де Сервельон-Кастро (1590 — ?), 23-я баронесса де Ла-Лагуна, сестра предыдущего. Супруг — Мартин де Алагон и де Эспес, сеньор де ла Каса де Эспес, сын Педро де Алагона и де Эспеса, барона де Оз и Альхафарин, и Эсперансы де Уррьес.
- Маргарита I де Алагон-Эспес и де Сервельон-Кастро (? — 1624), 24-я баронесса де Ла-Лагуна, дочь предыдущей. Супруг — Франсиско де Монкада и де Монкада (1586—1635), 3-й маркиз де Айтона, 11-й граф де Осона, виконт де Кабрера, виконт де Вильямур, 6-й граф ди Мармилла.

Баронство Кастро стало принадлежать семье Монкада после брака Маргариты с Франсиско де Монкада и Монкада, маркизом де Айтона.